# Ambient 4: On Land
Ambient 4: On Land je osmé sólové studiové album anglického hudebníka Briana Ena. Vydáno bylo v březnu roku 1982 společností E.G. Records. Jde o poslední ze série Enových alb, která začala roku 1978 s deskou Ambient 1: Music for Airports. Na různých skladbách se na desce podíleli například baskytarista Bill Laswell, trumpetista Jon Hassell či kytarista Michael Brook.

## Seznam skladeb
| Pořadí | Název                         | Délka |
| ------ | ----------------------------- | ----- |
| 1.     | Lizard Point                  | 4:34  |
| 2.     | The Lost Day                  | 9:13  |
| 3.     | Tal Coat                      | 5:30  |
| 4.     | Shadow                        | 3:00  |
| 5.     | Lantern Marsh                 | 5:33  |
| 6.     | Unfamiliar Wind (Leeks Hills) | 5:23  |
| 7.     | A Clearing                    | 4:09  |
| 8.     | Dunwich Beach, Autumn, 1960   | 7:13  |

## Obsazení
- Brian Eno – různé
- Michael Beinhorn – syntezátor
- Axel Gros – kytara
- Bill Laswell – baskytara
- Jon Hassell – trubka
- Michael Brook – kytara
- Daniel Lanois